# 地猿
地猿（Ardipithecus）是人科中非常早期的一屬，生存在440萬年前的上新世早期。由於牠與非洲的類人猿有很多相似的地方，故牠被認為是屬於黑猩猩分支而非人類分支。但因其牙齒像南方古猿的牙齒，故大部份認為牠是原始人。

## 物種
地猿現有兩個物種已被描述，即始祖地猿（A. ramidus）及卡達巴地猿（A. kadabba）。兩個物種的遺骸都是在衣索匹亞中部阿瓦什發現。

### 始祖地猿
始祖地猿，又譯拉米達地猿或拉密達地猿，又稱地猿始祖種或地猿祖先種，是於1994年命名的。牠的首個發現的化石估計屬於440萬年前。後期由約翰尼斯·海利-瑟拉解（Yohannes Haile-Selassie）及沃德蓋布瑞爾（Giday WoldeGabriel）所發現的化石，如果是屬於始祖地猿的話，則可推前至580萬年前。
於1992年至1993年期間，由蒂莫西·懷特（Dr. Timothy White）所帶領的研究隊發現了首個始祖地猿的化石，即17個骨骼碎片，包括頭顱骨、顎骨、牙齒及肢骨等，都是從衣索匹亞中部阿瓦什河谷的阿法爾窪地發現。更多的碎片於1994年發現，是完整骨骼的45%。枕骨大孔及腳骨的特徵顯示牠是雙足行走的。

### 卡達巴地猿
卡達巴地猿估計屬於580-520萬年前。牠的犬齒有原始的特徵，與現今人族有所不同。卡達巴地猿相信是人類分支從現今黑猩猩分支分裂後的最早動物。牠原先被描述為始祖地猿的亞種，但基於在衣索匹亞發現的牙齒而被提升為獨立的物種。

## 生活方式
基於地猿的骨頭大小，估計牠們的體型接近現今的黑猩猩。
從始祖地猿的趾骨結構，可見牠是可以站立行走。這卻引起了人科雙足行走起源的問題。因為一般相信雙足行走在大草原是最為節能的，但地猿卻是生活在森林中而非大草原。

## 外部連結
- BBC News: Amazing hominid haul in Ethiopia（页面存档备份，存于）
- NY Times: Two Splits Between Human and Chimp Lines Suggested（页面存档备份，存于）
- Minnesota State University
- Archaeology info（页面存档备份，存于）

Template:已滅絕人科